# Râul Abakan
Abakan este un râu în Federația Rusă, afluent stâng al fluviului Enisei, cu o lungime de 512 km. Izvorăște de pe pantele nordice al munților Saian de Vest și Altai. Este folosit pentru plutărit și irigații.
1. ↑  IeSBE / Abakan[*] Verificați valoarea |titlelink= (ajutor)
2. ↑  IeL / Abakan[*] Verificați valoarea |titlelink= (ajutor)
3. ↑  Velîka ukraiinska ențîklopedia
4. ↑  Абакан • Большая российская энциклопедия - электронная версия (în rusă), Marea Enciclopedie Rusă, arhivat din original la 23 ianuarie 2022, accesat în 23 ianuarie 2022
5. ↑  Enciclopedia armeană[*] Verificați valoarea |titlelink= (ajutor)
6. ↑  Atlas mira[*], 1999 Verificați valoarea |titlelink= (ajutor)
7. ↑  Geographic Names Server, 11 iunie 2018
8. ↑  Atlas mira[*], 1967 Verificați valoarea |titlelink= (ajutor)
9. ↑  Она (PDF), Slovar gheograficeskih nazvani SSSR, 1983, p. 186
10. ↑  Таштып (PDF), Slovar gheograficeskih nazvani SSSR, 1983, p. 243
11. ↑  Аскиз (PDF), Slovar gheograficeskih nazvani SSSR, 1983, p. 18
12. ↑  Бея (PDF), Slovar gheograficeskih nazvani SSSR, 1983, p. 31